# Томтебода

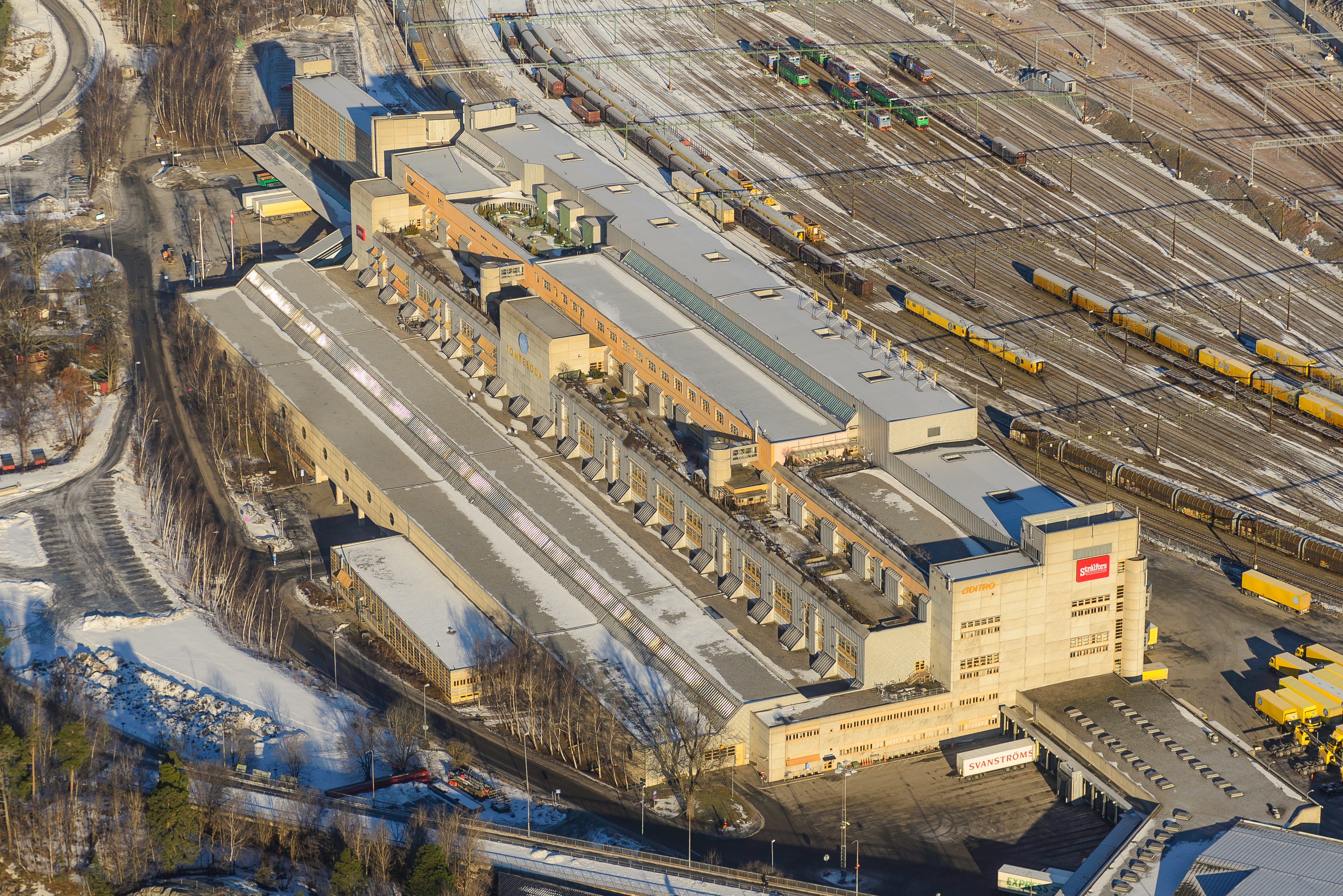
Поштовий термінал

Томтебода — місцевість на півночі Стокгольма (Швеція), відома своїм поштовим терміналом і маневровою станцією. Між Південним вокзалом Стокгольма та Томтебодою побудовано новий залізничний тунель для пасажирів.